# Ульяновка (Новоодесский район)
Ульяновка (укр. Улянівка) — село в Новоодесском районе Николаевской области Украины.
Основано в 1886 году. Население по переписи 2001 года составляло 340 человек. Почтовый индекс — 56644. Телефонный код — 5167. Занимает площадь 0,923 км².

## Местный совет
56644, Николаевская обл., Новоодесский р-н, с. Воронцовка, ул. Сухацкого, 15